# Nicéphore Ier de Constantinople
Pour les articles homonymes, voir Nicéphore Ier et Nicéphore.
Nicéphore Ier le Confesseur (Nikephoros), théologien et historien, fut patriarche de Constantinople du 12 avril 806 au 13 mars 815. Ce saint est fêté le 2 juin (son repos) en Orient et en Occident, mais aussi le 13 mars (translation de ses reliques en 847) en Orient.

## Biographie
Une Vie du patriarche Nicéphore a été écrite par Ignace le Diacre entre 843 et 847, au moment de sa canonisation.
Né vers 758 à Constantinople, il appartenait à une famille éminente et était le fils d'un secrétaire impérial (asekretis) nommé Théodore, au service de l'empereur iconoclaste Constantin V ; sa mère s'appelait Eudocie. Probablement vers le début des années 760, son père fut dénoncé comme partisan du culte des images et exilé dans la province du Pont. Rappelé au Palais quelque temps plus tard, il refusa de renoncer à ses convictions et fut de nouveau banni, cette fois à Nicée, où il mourut après six ans. Nicéphore suivit les traces de son père et devint à son tour asekretis, sans doute dès le règne de Léon IV le Khazar, qui pourtant était formellement iconoclaste comme son père, mais sans doute moins attaché à cette doctrine que ce dernier. Dans cette fonction, Nicéphore fut pendant plusieurs années le collaborateur du futur patriarche Taraise, à l'époque protasekretis.
Après l'élévation de Taraise au patriarcat, en décembre 784, Nicéphore continua d'exercer d'importantes fonctions gouvernementales : pendant le IIe concile de Nicée (septembre-octobre 787), il fut « commissaire impérial » (basilikos mandatôr) auprès du concile,, ; c'est lui, entre autres, qui alla chercher le vieil évêque Grégoire de Néocésarée, dernier survivant du concile de Hiéreia, et le présenta devant l'assemblée, et qui lut une traduction grecque de la lettre adressée à l'empereur par le pape Adrien Ier, lettre qui avait d'ailleurs été expurgée.
Nicéphore resta à son poste jusqu'à une date inconnue dans les années 790. Le scénario le plus probable paraît être qu'il démissionna après la déposition (et l'aveuglement) de Constantin VI par sa mère Irène le 18 août 797. Il se retira en un lieu situé sur la rive asiatique du Bosphore, non loin de la capitale. Sans doute après le renversement d'Irène le 31 octobre 802, il revint à Constantinople et fut nommé administrateur du principal hospice pour les pauvres (ptôcheion) de la ville,.
Après la mort du patriarche Taraise (18 février 806), l'empereur Nicéphore Ier le Logothète consulta de nombreux dignitaires ecclésiastiques sans qu'aucune unanimité se dégage pour la succession. Il choisit alors lui-même son homonyme Nicéphore, bien qu'il fût un simple laïc, ce qui était également le cas de Taraise en 784. Nicéphore prit l'habit monastique le 5 avril, fut ordonné prêtre le 9, et fut intronisé patriarche le 12, qui était le dimanche de Pâques,,.
Cette nouvelle transgression des règles canoniques suscita la protestation des moines stoudites, qui réprouvaient l'ordination si rapide d'un laïc à tous les degrés des ordres mineurs et majeurs. Théodore Stoudite et son oncle Platon de Sakkoudion furent incarcérés pendant vingt-quatre jours, le temps pour Nicéphore de passer toutes les étapes de la hiérarchie ecclésiastique. Les moines, mis devant le fait accomplit, acceptèrent le nouveau patriarche. Un conflit apparut peu après quand l'empereur requit du patriarche la réintégration dans le clergé du prêtre Joseph, qui avait célébré le deuxième mariage de Constantin VI en septembre 795 et avait été renvoyé à l'état laïc par Taraise après la chute de Constantin en 797. Le patriarche réunit un synode pour et s'exécuta. Ce conflit aboutit en janvier 809 à la condamnation pour schisme de Théodore Studite, de son frère le métropolite Joseph de Thessalonique (pourtant nommé par Nicéphore) et de Platon de Sakkoudion, et à leur relégation dans des îles de la mer de Marmara.
Après la mort de l'empereur Nicéphore Ier à la bataille de Pliska (26 juillet 811), le patriarche accompagna l'abdication de son fils Staurakios, très grièvement blessé, en faveur de son beau-frère Michel Rhangabé (2 octobre suivant). Le nouvel empereur rappela Théodore Studite (et ordonna que le prêtre Joseph soit à nouveau destitué). Le patriarche dut encore se soumettre, et l'influence de Théodore Studite prévalut sur la sienne pendant ce règne, les deux hommes étant souvent d'avis opposés.
Michel Rhangabé, lourdement défait par les Bulgares à la bataille de Versinikia (22 juin 813), abdiqua le 10 juillet au profit du général Léon l'Arménien. Nicéphore prétendit exiger de celui-ci une déclaration formelle d'orthodoxie (notamment sur la question du culte des images), mais il n'obtint rien, et dut quand même procéder au couronnement.
Au printemps 814, après que la mort soudaine du khan des bulgares Kroum (14 avril) desserrait l'étreinte militaire, Léon V nomma une commission dirigée par Jean le Grammairien et Antoine de Syllaion pour rassembler une documentation en faveur de l'iconoclasme. Le patriarche fut entièrement tenu à l'écart et fit en vain des démarches inquiètes auprès du Palais. En décembre, l'empereur, prétendant se faire le porteur de la vox populi, demanda à Nicéphore de faire enlever les icônes des églises, ce que le patriarche refusa. Une assemblée eut lieu au Palais, en présence de l'empereur, le jour de Noël, où s'affrontèrent partisans et adversaires des images ; dans le camp iconodule, Nicéphore et Théodore Studite étaient cette fois-ci côte-à-côte.
Le patriarche fut déposé le 13 mars 815, et remplacé par Théodote Mélissène. Il se retira dans le monastère Ta Agathou, au nord de Chrysopolis, qu'il avait peut-être fait construire lui-même. Peu après, sur ordre de l'empereur, il dut s'éloigner davantage de la capitale, jusqu'à un monastère Saint-Théodore, en Bithynie, qui était une autre de ses fondations. Après l'assassinat de Léon V et l'avènement de Michel II (25 décembre 820), il eut l'occasion d'être rétabli sur son siège, à condition qu'il accepte de se taire sur la question des images ; il refusa. Il mourut à Saint-Théodore le 5 avril 828. Durant ses années de bannissement, il écrivit un remarquable traité de théologie sur le culte des Images, en partant de la philosophie d'Aristote,,. 
Après la restauration du culte des images (11 mars 843), le patriarche Méthode Ier fit transférer ses restes à Constantinople, le canonisa, et le fit inhumer dans l'église des Saints-Apôtres, nécropole des empereurs, le 13 mars 846 sous le règne de l'impératrice Théodora.

## Mémoire et culte
Nicéphore est considéré comme Saint, et sa mémoire est célébrée le 2 juin dans l’Église catholique comme dans l’Église orthodoxe.  Les orthodoxes commémorent également la translation de son corps le 13 mars.

## Œuvre
La plus grande part de l'œuvre littéraire de Nicéphore est constituée par les traités théologiques qu'il a composés sur la question du culte des images, à partir de 813. Ce sont :
- l'Apologeticus minor, un court traité écrit en 813/814 ;
- l'Apologeticus major ;
- les Antirrhetici I, II et III contre un traité iconoclaste écrit par Constantin V ;
- deux traités appelés Epikrisis et Antirrhêsis ;
- des Antirrhetici adversus iconomachos ;
- un autre texte qu'on appelle en latin Refutatio et eversio.

Parmi ces textes, deux (les Antirrhetici III contre Constantin V et le traité Refutatio et eversio) ont un caractère en partie historique. Les deux œuvres purement historiques de Nicéphore sont :
- le Breviarium ou Abrégé (en grec Ίστορία σύντομος), résumé de l'histoire de l'Empire byzantin depuis l'avènement de Phocas (602) jusqu'au mariage de Léon IV et d'Irène (769) ;
- la Chronographie (en grec Χρονογραφικὸν σύντομον), ensemble de tables chronologiques donnant la succession des personnages bibliques, rois, empereurs, papes, patriarches... depuis la Création jusqu'en 828 (et même après, car l'ouvrage, très diffusé, a été poursuivi par d'autres).

Le Breviarium se veut la suite de l'Histoire du règne de Maurice de Théophylacte Simocatta. Le règne de Phocas étant expédié en une phrase, le récit commence vraiment par la prise du pouvoir par Héraclius en 610. Le règne de Constant II (octobre 641-septembre 668) manque complètement, si bien que les deux périodes couvertes sont 610-641 et 668-769. Le texte est conservé dans deux manuscrits, dont les versions diffèrent quelque peu : le Vat. gr. 977 et le Brit. Lib. Add. 19390 ; dans le second, le récit s'interrompt en 713. La lacune portant sur le règne de Constant II, commune aux deux manuscrits, est assez mystérieuse. Le Breviarium est sans doute une œuvre de jeunesse, datant des années 780.